# Dukono
Le Dukono, aussi appelé Dodoekko, Doekono, Duko Ma Tala, Tala ou encore Tolo, en indonésien Gunung Dukono, est un volcan complexe d'Indonésie situé sur Halmahera, dans le Nord-Est du pays. Culminant à 1 335 mètres d'altitude, il est en éruption depuis le 13 août 1933, ce qui fait de lui l'un des volcans les plus actifs du pays. De petites explosions rejettent des panaches volcaniques qui saupoudrent de cendres les environs, détruisant la végétation autour du cratère.

## Géographie

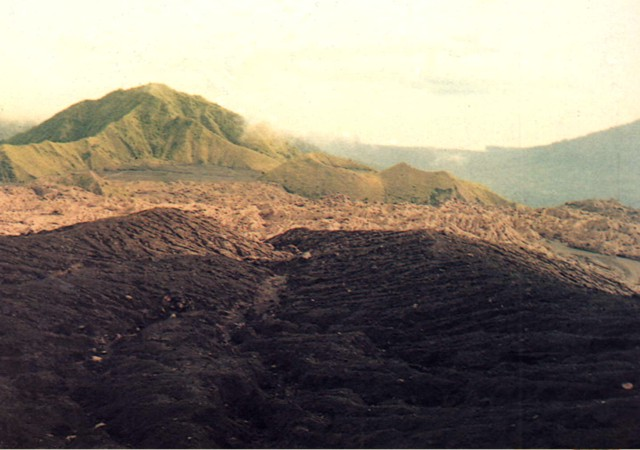
Vue du Gunung Telori depuis le rebord Sud du cratère du Dukono montrant les pentes du volcan exemptes de végétation en raison de l'activité continue du volcan depuis 1933.

Le Dukono est situé dans le Nord-Est de l'Indonésie, dans le Nord de l'île d'Halmahera. Il est entouré au nord et à l'est par la mer d'Halmahera ainsi que par d'autres volcans : le Tarakan au nord-nord-ouest, le Mamuya au nord-nord-est, le Togohi au sud et le Tobaru au sud-ouest. Les localités importantes les plus proches du volcan sont situées sur la côte avec les villes de Patja au sud-est, Tobelo à l'est, Ruko au nord-est et Golea avec son aéroport au nord-nord-ouest. Administrativement, il fait partie du kabupaten d'Halmahera du Nord de la province des Moluques du Nord.
Le Dukono est composé d'un ensemble de cratères et de cônes imbriqués, le tout culminant à 1 335 mètres d'altitude au stratovolcan du Malupang Wariang. Les autres stratovolcans sont le Kariang et le Mamuya qui s'élève à 933 mètres d'altitude. Les cratères sont le Dilekene, le Gunung Gogodom, le Heneowara, le Malupang Magiwe, le Saho Brani, le Tanah Lapang et le Telori. Il s'inscrit dans un ensemble de volcans formant l'arc volcanique d'Halmahera.
La forêt tropicale qui recouvre ces édifices est absente des environs du Malupang Wariang mais surtout du Malupang Magiwe, sièges de l'activité volcanique depuis 1933. En dépit de cette activité quasi permanente depuis plusieurs dizaines d'années, la géologie du Dukono reste largement inconnue.

## Histoire
La première éruption répertoriée du Dukono est celle de novembre 1550 au cours de laquelle une coulée de lave se dirige vers le nord et comble le détroit séparant Halmahera du Mamuya,. Trois autres éruptions se produisent au XVIIe ou XVIIIe siècle, en 1868 et en 1901. C'est cependant celle débutée le 13 août 1933 et toujours en cours qui fait de lui l'un des volcans indonésiens les plus actifs,. Cette éruption qui se déroule depuis le stratovolcan du Malupang Wariang mais surtout du cratère Malupang Magiwe produit des explosions d'indice d'explosivité volcanique de 3 au maximum, des coulées de lave et des lahars qui ont entraîné des dégâts mais aucune victime.